# Eirek
Eirek (en marshallais Eniarikku) est un îlot de l'atoll de Wotho, dans les Îles Marshall. Il est situé au sud de l'atoll et est inhabité.